# Barbara Tai Tenn Quee
Barbara Tai Tenn Quee (* um 1935; † um 2005, geborene Barbara Chang, später verheiratete Barbara Lai) war eine jamaikanische Badmintonspielerin. 

## Karriere
Barbara Tai Tenn Quee siegte unter ihrem Geburtsnamen Chang 1955 erstmals bei den nationalen Meisterschaften in Jamaika. 23 weitere Titel folgten bis 1970. 1970 und 1974 startete sie bei den British Commonwealth Games. 1971 wurde sie Erste bei den Jamaican International im Damendoppel.

## Sportliche Erfolge
| Saison | Veranstaltung               | Disziplin   | Platz | Name                                     |
| ------ | --------------------------- | ----------- | ----- | ---------------------------------------- |
| 1955   | Jamaikanische Meisterschaft | Dameneinzel | 1     | Barbara Chang                            |
| 1955   | Jamaikanische Meisterschaft | Damendoppel | 1     | Barbara Tai Tenn Quee / Sheila Snape     |
| 1956   | Jamaikanische Meisterschaft | Dameneinzel | 1     | Barbara Chang                            |
| 1956   | Jamaikanische Meisterschaft | Damendoppel | 1     | Barbara Tai Tenn Quee / Sheila Snape     |
| 1958   | Jamaikanische Meisterschaft | Damendoppel | 1     | Barbara Tai Tenn Quee / Sheila Snape     |
| 1958   | Jamaikanische Meisterschaft | Dameneinzel | 1     | Barbara Tai Tenn Quee                    |
| 1958   | Jamaikanische Meisterschaft | Mixed       | 1     | Peter Nichols / Barbara Tai Tenn Quee    |
| 1959   | Jamaikanische Meisterschaft | Mixed       | 1     | Peter Nichols / Barbara Tai Tenn Quee    |
| 1959   | Jamaikanische Meisterschaft | Dameneinzel | 1     | Barbara Tai Tenn Quee                    |
| 1960   | Jamaikanische Meisterschaft | Dameneinzel | 1     | Barbara Tai Tenn Quee                    |
| 1960   | Jamaikanische Meisterschaft | Damendoppel | 1     | Barbara Tai Tenn Quee / Terry Lazzari    |
| 1960   | Jamaikanische Meisterschaft | Mixed       | 1     | Brendan Clear / Barbara Tai Tenn Quee    |
| 1961   | Jamaikanische Meisterschaft | Dameneinzel | 1     | Barbara Tai Tenn Quee                    |
| 1962   | Jamaikanische Meisterschaft | Mixed       | 1     | Brendan Clear / Barbara Tai Tenn Quee    |
| 1962   | Jamaikanische Meisterschaft | Damendoppel | 1     | Barbara Tai Tenn Quee / Mary Savage      |
| 1962   | Jamaikanische Meisterschaft | Dameneinzel | 1     | Barbara Tai Tenn Quee                    |
| 1963   | Jamaikanische Meisterschaft | Dameneinzel | 1     | Barbara Tai Tenn Quee                    |
| 1963   | Jamaikanische Meisterschaft | Damendoppel | 1     | Barbara Tai Tenn Quee / Anna Bradley     |
| 1964   | Jamaikanische Meisterschaft | Damendoppel | 1     | Barbara Tai Tenn Quee / Sheila Phillips  |
| 1964   | Jamaikanische Meisterschaft | Dameneinzel | 1     | Barbara Tai Tenn Quee                    |
| 1965   | Jamaikanische Meisterschaft | Dameneinzel | 1     | Barbara Tai Tenn Quee                    |
| 1965   | Jamaikanische Meisterschaft | Mixed       | 1     | Keith Palmer / Barbara Tai Tenn Quee     |
| 1966   | Jamaikanische Meisterschaft | Damendoppel | 1     | Barbara Tai Tenn Quee / Sheila Phillips  |
| 1967   | Jamaikanische Meisterschaft | Dameneinzel | 1     | Barbara Tai Tenn Quee                    |
| 1967   | Jamaikanische Meisterschaft | Damendoppel | 1     | Barbara Tai Tenn Quee / Sheila Phillips  |
| 1967   | Jamaikanische Meisterschaft | Mixed       | 1     | Keith Palmer / Barbara Tai Tenn Quee     |
| 1968   | Jamaikanische Meisterschaft | Damendoppel | 1     | Barbara Tai Tenn Quee / Margaret Parslow |
| 1968   | Jamaikanische Meisterschaft | Mixed       | 1     | Anthony Garcia / Barbara Tai Tenn Quee   |
| 1970   | Jamaikanische Meisterschaft | Damendoppel | 1     | Barbara Tai Tenn Quee / Jean Chin Loy    |

## Referenzen
- Annual Handbook of the International Badminton Federation, London, 29. Auflage 1971, S. 217–219

| Personendaten    | Personendaten                    |
| ---------------- | -------------------------------- |
| NAME             | Tai Tenn Quee, Barbara           |
| ALTERNATIVNAMEN  | Chang, Barbara; Lai, Barbara     |
| KURZBESCHREIBUNG | jamaikanische Badmintonspielerin |
| GEBURTSDATUM     | um 1935                          |
| STERBEDATUM      | um 2005                          |